# Rael 2
Pour les articles homonymes, voir Rael.
Pistes de The Who Sell Out
Rael 1 Glittering Girl
Rael 2 est une chanson du groupe britannique The Who, parue en 1995 en titre bonus (quatorzième piste) de l'album The Who Sell Out, sorti originellement en 1967.

## Caractéristiques
Cette chanson suit directement Rael 1. Elle semble presque squelettique ; on entend juste la voix de Pete Townshend, l'orgue d'Al Kooper et quelques roulements de batterie. Les paroles sont énigmatiques, faisant référence au projet d'opéra-rock Rael que le groupe n'avait pu mener à bien.
Vient ensuite un jingle parodique nommé Top Gear, du nom d'un programme de la BBC où les Who apparaissaient régulièrement. Ce court morceau humoristique semble allier la trame harmonique de The Ox (morceau tiré de My Generation) et celle du thème de Batman (composé par Neal Hefti). Le compositeur est inconnu, mais il s'agit sans doute de John Entwistle.
Cette chanson a été enregistrée aux studios Talentmasters de New York, en juillet 1967.